# Aldair Baldé
Aldair Adulai Djaló Baldé (Amarante, 31 gennaio 1992) è un calciatore portoghese naturalizzato guineense, attaccante del Gostivar.

## Carriera

### Club
Ha giocato nella prima divisione portoghese, in quella cipriota, in quella slovena ed in quella macedone.

### Nazionale
Dopo aver rappresentato l'Under-20 e l'Under-21 del Portogallo, decide di giocare per la Guinea-Bissau, venendo convocato per la Coppa d'Africa 2017.

## Palmarès

### Club

#### Competizioni nazionali
- Coppa di Slovenia: 1

Olimpia Lubiana: 2022-2023
- Campionato sloveno: 1

Olimpia Lubiana: 2022-2023